# 北川禮子
北川禮子（日语：北川礼子，1974年7月18日—），日本AV女優。所屬事務所是ジュエルズプロダクション。

## 個人簡歷
2017年10月以熟女系AV女優的身分出道。
成為AV女優的動機是想要留下活著的證明，也包含對AV女優的憧憬。

## 書籍

### 雜誌
- 花と蜜 2018年7月號（ワイレア出版） - 封面、凹版雜誌「まちぶせ」
- 花と蜜PREMIUM VOL.7（ワイレア出版） - 封面、凹版雜誌「熟女と補正下着」
- 花と蜜 2018年9月號（ワイレア出版） - 封面、凹版雜誌「眸はサファイア」
- 美熟女密会 VOL.14（ワイレア出版） - 封面、附錄DVD中演出

## 外部連結
- 北川礼子〜礼子ノオト〜 （页面存档备份，存于） - 官方部落格（2017年10月12日 - ）
- 北川禮子的X（前Twitter）（2017年10月13日 - ）